# Geperforeerde folie

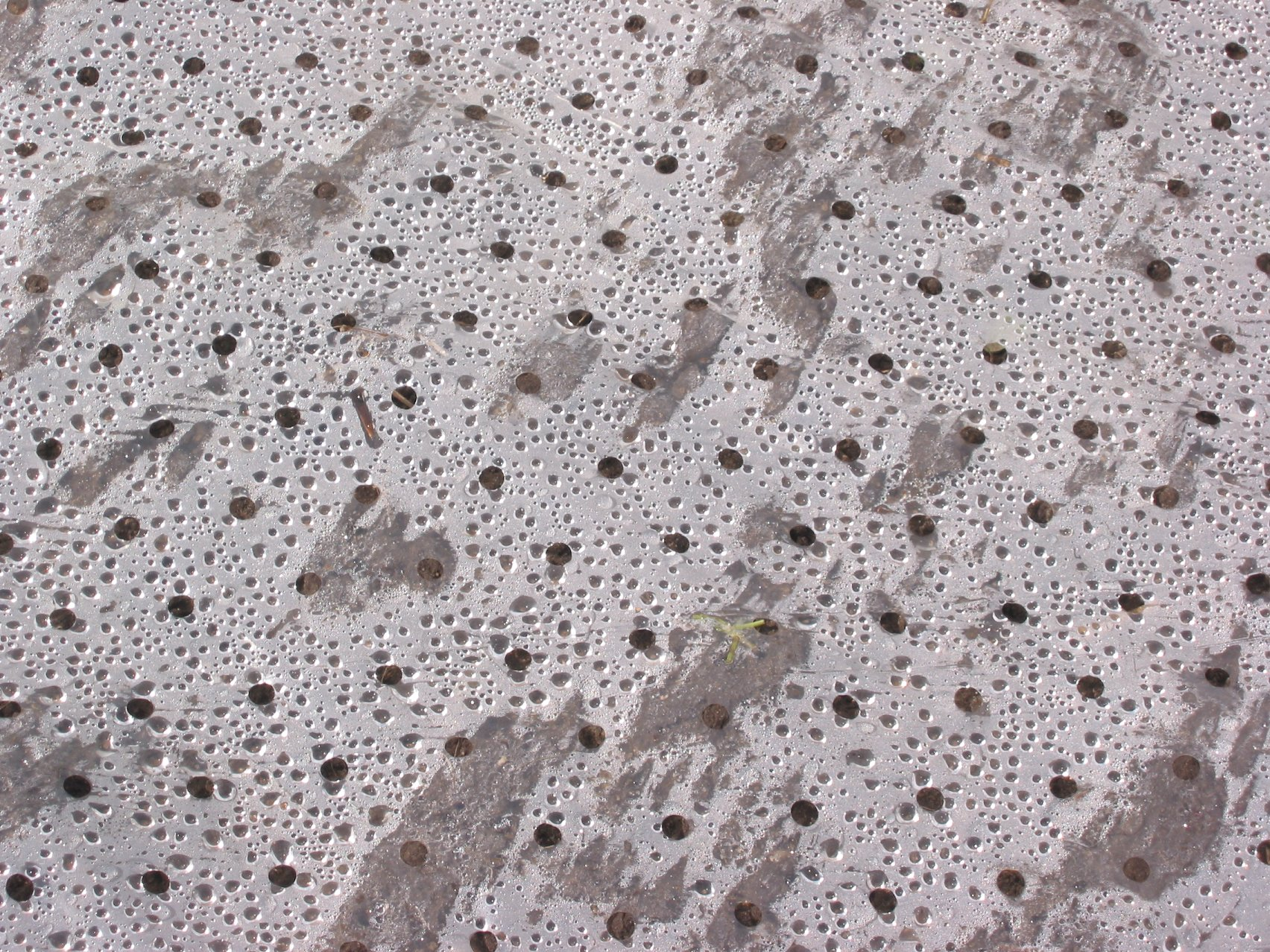
Geperforeerde afdekfolie

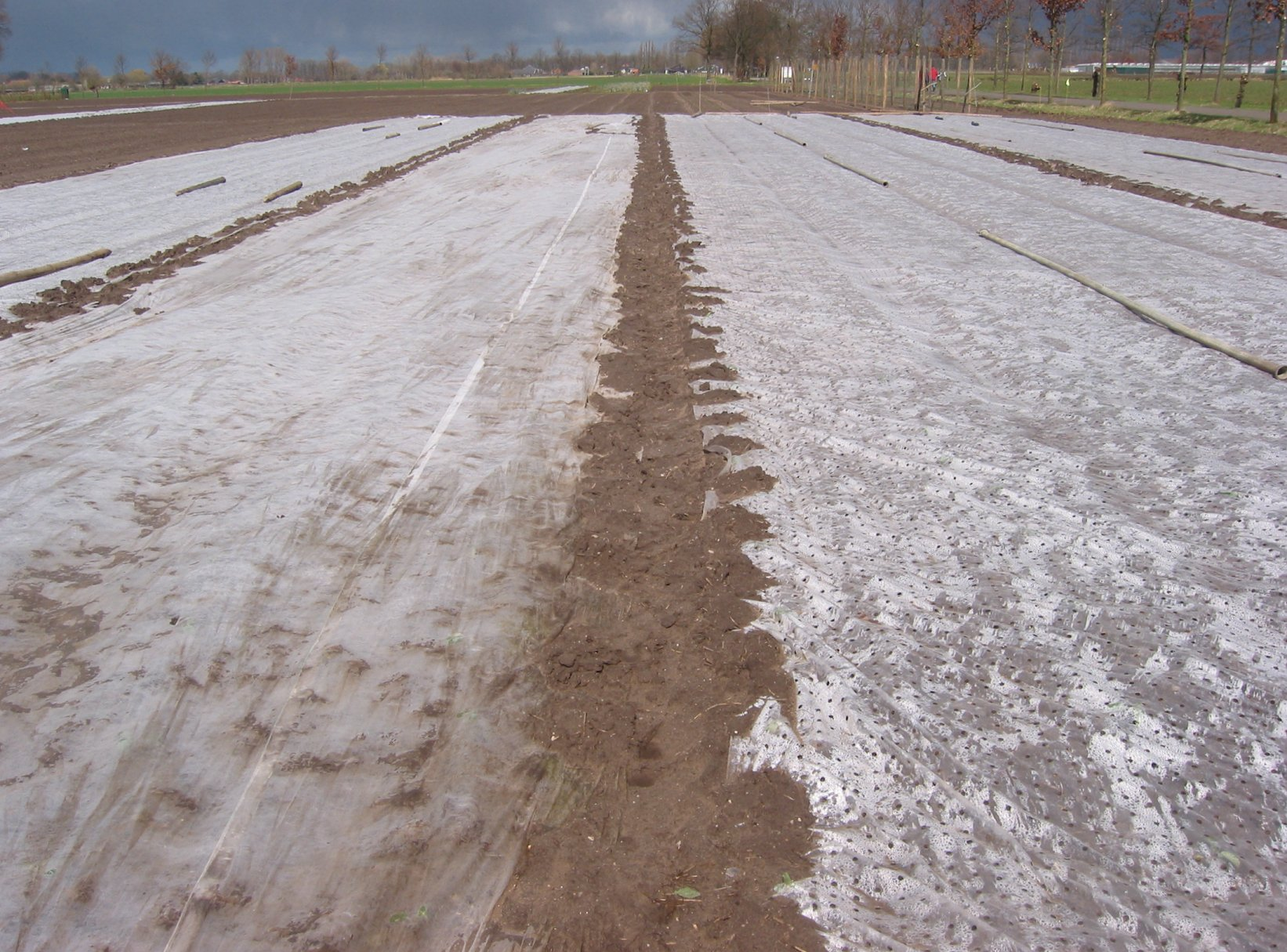
Afdekfolies; links vliesdoek en rechts geperforeerde folie

Geperforeerde folie of flodderfolie wordt gebruikt voor vervroeging van een groentegewas, zoals sla. Tevens biedt de folie ook enige bescherming tegen nachtvorst. Door de perforatie kan luchtcirculatie plaatsvinden en wordt ophoping van vocht tegengegaan, terwijl regenwater door de folie de grond kan bereiken. Door de perforatie is de folie ook minder windgevoelig en blijft daardoor beter liggen.
De perforatie bestaat uit ronde gaten en bedraagt doorgaans 5% van het oppervlak.
De dikte van de folie kan 0,03 tot 0,05 mm bedragen met een lengte van 100 m, 500 m of 1000 m.